# Tony Hawk’s Pro Skater 4
Tony Hawk’s Pro Skater 4 – czwarta gra komputerowa wydana w serii Tony Hawk’s. Producentem gry jest firma Neversoft, a wydawcą Activision. Gra wydana została w roku 2002 na platformy: GameCube, PlayStation 2, PlayStation i Xbox, a w roku 2003 na PC-ty.

## Soundtrack
| - AC/DC - „TNT" - Aesop Rock - „Labor" - Agent Orange - „Bloodstains (Darkness Version)” - Avail - „Simple Song" - The Bouncing Souls - „Manthem" - The Cult - „Bad Fun" - City Stars feat. Jai Plus - „Bad Dreams" - De La Soul - „Oodles of O's" - Delinquent Habits - „House of the Rising Drum" - The Distillers - „Seneca Falls" - Eyedea & Abilities - „Big Shots" - The Faction - „Skate and Destroy" - Flogging Molly - „Drunken Lullabies" - Gang Starr - „Mass Appeal" - Goldfinger - „Spokesman" - Haiku De'Etat - „Non Compos Mentis" - Hot Water Music - „Freightliner" - Iron Maiden - „The Number of the Beast" - JFA - „Beach Blanket Bongout" | - Less Than Jake - „All My Best Friends Are Metalheads" - Lootpack - „Whenimondamic" - Lunchbox Avenue - „Standing Still" - Lunchbox Avenue - „Everything and Anything" - Muskabeatz & Biz Markie - „Body Rock" - Muskabeatz & Jeru the Damaja - „Verses of Doom" - Muskabeatz & Melle Mel - „I'm a Star" - Nebula - „Giant" - N.W.A - „Express Yourself" - The Offspring - „Blackball" - Public Enemy - „By the Time I Get to Arizona" - Rocket from the Crypt - „Savoir Faire" - Run-D.M.C. - „My Adidas" - Sex Pistols - „Anarchy in the UK" - System of a Down - „Shimmy" - Toy Dolls - „Dig That Groove Baby" - U.S. Bombs - „Yer Country" - Zeke - „Death Alley" |

Polska wersja językowa zawierała dodatkowe utwory muzyczne.
| - WSZ & CNE - „Chcą ciągnąc od nas" - WSZ & CNE - „J.A.K" - Fisz - „30 cm" - Mezo - „Rejs czwarty" - O.S.T.R. - „Początek" | - Sweet Noise - „Wszystko" - Tede - „360 stopni" - Tymon - „Kawa na czczo" - Tymon - „Kawa na czczo (Ollie Remix)” |